# Giovanni Battista Noghera
Giovanni Battista Noghera (Albosaggia, 9 maggio 1719 – Albosaggia, 7 novembre 1784) è stato un gesuita, scrittore e retore italiano.

## Biografia
Giovanni Battista Noghera nacque ad Albosaggia da una famiglia di Berbenno nel 1719. Studiò a Como e a Monza. Entrò nella Compagnia di Gesù nel 1735 e professò il quarto voto nel 1753. Insegnò retorica presso il collegio di Brera a Milano ed eloquenza sacra all'Università di Vienna. Risiedette nella capitale austriaca fino alla soppressione della Compagnia di Gesù. Scrisse opuscoli di teologia, di apologetica cattolica, di retorica, di eloquenza e di filosofia: si acquistò anche fama di predicatore. Le sue poesie sono difficilmente identificabili, perché sottoscritte con pseudonimi. Fu autore di una apprezzata traduzione delle Orazioni di Demostene. Attese infine a un ponderoso commento su Cicerone, che non portò a termine. Morì nel 1784. Gian Carlo Passeroni lo elogiò insieme al Quadrio nel canto 26° del suo poema retorico e didascalico, il Cicerone (1755-74).
Le due opere più note del Noghera sono le Riflessioni sulla filosofia del bello spirito e Della moderna eloquenza e del moderno stile profano e sacro: questi due trattati lo rivelano il più aperto e intelligente dei retori valtellinesi, e uno scrittore sobrio ed elegante: il suo classicismo è sciolto, aguzza gli strumenti dello scrivere e non ne appesantisce il lessico e la sintassi.